# 村田香織
村田 香織（むらた かおり、1957年10月20日 - ）は、日本のダンサー、元女優。

## 概要
東京都生まれ。3歳からモダンダンス、6歳からクラシックバレエを始める。15歳の頃から本格的にモダンの創作にも芽ばえ、選抜出演の新人公演や文化庁公演などに自作で出演、躍りの魅力にとりつかれてゆく。しかし、その奥の深さを求めれば求める程、モダンの中だけではつかみきれない自分の求めるダンスのフィーリングを感じはじめ、その何かを求めて20歳の頃からジャズダンスやタップダンスを始める。わりと閉鎖的であったモダンの世界から飛び出した若い才能は求めるところを止まず、翌年アメリカへとはばたいてゆく。ニューヨーク、ロサンゼルスの各スタジオを約1年間、数度に渡って回り、その層の厚さに翻弄はされながらも、意欲満々、TV、映画舞台にと、活躍の場を広げる。
テレビ出演としてはTBS系の「世界・ふしぎ発見!」のミステリーハンターとして1986年から1992年の6年間にわたって34回、海外をリポートした。

## 主な出演

### テレビ
- オーケストラがやって来た（1972年-1983年、TBS）
- ミュージックホールショー
- 独占!おとなの時間（1977年-1981年、東京12チャンネル＝現：テレビ東京）
- ワイドワイドフジ（フジテレビ）
- 昨日、悲別で（1984年、日本テレビ）- 坂口由美 役
- 面白予約ショウ（フジテレビ）
- 世界・ふしぎ発見!（1992年-1996年、TBS）

### ラジオ
- POP STATION KISS（ラジオ大阪）

### 舞台その他
- 察りが終わった腺!五月舎「タブボート」
- 民音ミュージカル「楼蘭」
- 中野ブラザーズスタップ公演
- 和田誠「いつか聞いたうた」
- ナイトスクウェア
- 愛情物語
- ピーターパン
- キャバレー - ダンサー役